# 第6回ベルリン国際映画祭
第6回ベルリン国際映画祭は1956年6月22日から7月3日まで開催された。

## 概要
1956年、ベルリン国際映画祭はFIAPF（国際映画製作者連盟）から、カンヌ国際映画祭などと並ぶAの認定を受けた。金熊賞などの選出は、これまで観客によって選ばれていたが、1956年より審査員を招いて行われることになった。また、前年の倍以上のゲストや報道陣を集めた。金熊賞にはジーン・ケリーが台詞なしで制作したダンス映画『舞踏への招待』が選ばれた。

## 受賞
- 金熊賞：『舞踏への招待』（ジーン・ケリー）
- 銀熊賞
  - 審査員特別賞：『リチャード三世』 （ローレンス・オリヴィエ）
  - 監督賞：ロバート・アルドリッチ （『枯葉』）
  - 男優賞：バート・ランカスター （『空中ぶらんこ』）
  - 女優賞：エルザ・マルティネリ （『Donatella』）

## 上映作品

### コンペティション部門
- 長編映画のみ記載
- 空中ぶらんこ – キャロル・リード （アメリカ）
- 白夫人の妖恋 – 豊田四郎 （日本）
- 殿方ごろし – ディーノ・リージ （イタリア）
- 百獣の王ライオン – ジェームズ・アルガー （アメリカ）
- 舞踏への招待 – ジーン・ケリー （アメリカ）
- リチャード三世 – ローレンス・オリヴィエ （イギリス）
- 枯葉 – ロバート・アルドリッチ （アメリカ）
- Donatella – マリオ・モニチェリ （イタリア）
- El camino de la vida – アルフォンソ・コロナ・ブレイク （メキシコ）
- Kein Platz für wilde Tiere – Bernhard Grzimek, Michael Grzimek （西ドイツ）
- La Sorcière – アンドレ・ミシェル （フランス・イタリア・スウェーデン）
- Mi tío Jacinto – ラディスラオ・ヴァホダ （スペイン・イタリア）
- The Long Arm – チャールズ・フレンド（イギリス）
- Vor Sonnenuntergang – ゴットフリート・ラインハルト （西ドイツ）
- Zauber der Natur – Richard Mostler （西ドイツ）

## 審査員
- マルセル・カルネ （フランス/監督）
- ルートヴィヒ・ベルガー （西ドイツ/監督）
- Bill Luckwell （イギリス/プロデューサー）
- Giuseppe Vittorio Sampieri （イタリア/プロデューサー）
- 川喜多かしこ （日本/映画文化活動家）
- Ilse Urbach （西ドイツ/作家）
- Leo J. Horster （アメリカ/）